# أوقست لانج
أوقست لانج (بالنرويجية البوكمول: August Lange)‏ هو كاتب نرويجي، ولد في 28 أبريل 1907 في أوسلو في النرويج، وتوفي في 6 أغسطس 1970 بسبب غرق.